# Tammiku (Rakke)
Tammiku  est un village de la Commune de Rakke du Comté de Viru-Ouest en Estonie.
Il abrite un site archéologique autour d'une ancienne colline fortifiée ainsi que plusieurs pierres sacrificielles anciennes.